# Homaliodendron flabellatum
Homaliodendron flabellatum là một loài Rêu trong họ Neckeraceae. Loài này được (Sm.) M. Fleisch. miêu tả khoa học đầu tiên năm 1906.

## Hình ảnh

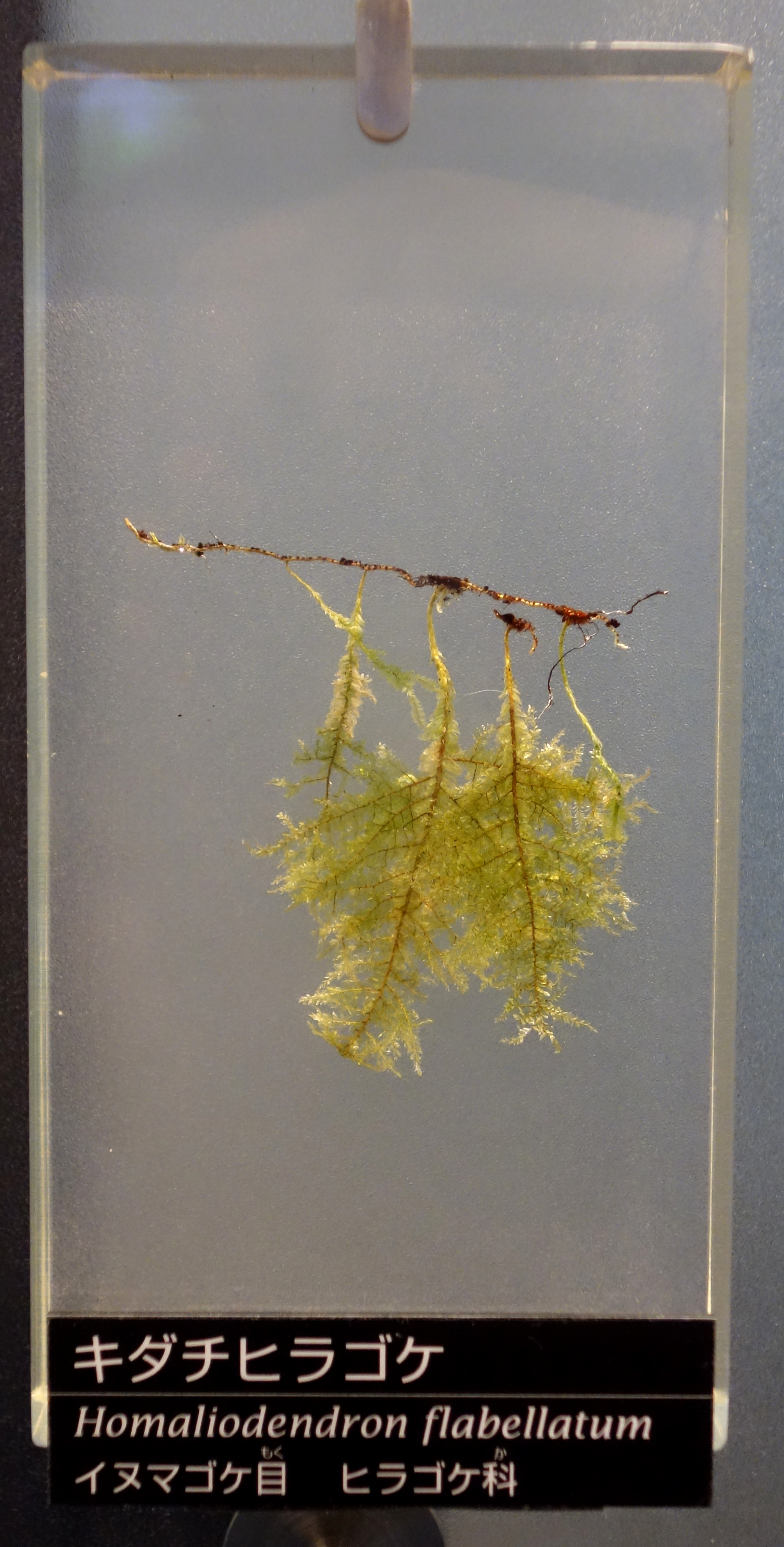